# No Promises (Bryan Rice)
No Promises è il singolo di debutto del cantante pop danese Bryan Rice, pubblicato nel 2005 dall'etichetta discografica EMI.
La canzone, contenuta nell'album d'esordio del cantante Confessional, è stata scritta da Jonas Schrøder e Lucas Sieber e prodotta da Chief 1, ed è stata utilizzata come colonna sonora del film danese Nynne.

## Tracce
Digital download single
1. No Promises – 3:52

Digital download remix
1. No Promises (Weekend Wonderz Club Mix) – 6:25

CD promo remix
1. No Promises (Weekend Wonderz Edit)
2. No Promises (Weekend Wonderz Club Mix)

## Versione di Shayne Ward
La canzone è stata reinterpretata nel 2006 dal cantante pop britannico Shayne Ward, pubblicata come singolo il 10 aprile 2006 dall'etichetta discografica Sony BMG ed estratta dall'album di debutto del cantante, l'eponimo Shayne Ward.
Il singolo ha riscosso un ottimo successo in Irlanda e Regno Unito, dove ha raggiunto rispettivamente la prima e la seconda posizione delle classifiche. Conteneva una cover del celebre brano dei Righteous Brothers Unchained Melody e di A Million Love Songs dei Take That.

## Tracce
CD single / Digital download
1. No Promises – 3:54
2. Unchained Melody – 2:08
3. A Million Love Songs – 5:05
4. Chat with Shayne – 11:49

## Classifiche
| Classifica (2006) | Posizione raggiunta |
| ----------------- | ------------------- |
| Irlanda           | 1                   |
| Regno Unito       | 2                   |
| Svezia            | 4                   |
| Norvegia          | 13                  |